# Francesco Maria Lanci
Francesco Maria Lanci, im Polnischen Franciszek Maria Lanci, (* 1799 in Fano; † 12. November 1875 in Warschau) war ein polnischer Architekt italienischer Herkunft, der in Warschau, Krakau und an anderen Orten Polens wirkte. Sein Sohn war der Architekt Witold Lanci.

## Leben
Der in Italien geborene Lanci studierte an der Accademia di San Luca in Rom. Er erhielt eine Goldmedaille für seine Diplomarbeit – ein Projekt zur Restaurierung der römischen Kirche Santa Maria in Aracoeli. Bereits früh wurde er als Honorarprofessor an der Akademie berufen.
Im Jahr 1825 lud ihn die polnische Familie Małachowski in ihre Residenz nach Końskie ein. Für die Familie baute er hier eine neogotische Kirche, eine ebensolche Kapelle sowie eine Orangerie im ägyptischen Stil. Von da an lebte und arbeitete Lanci in Polen. Im ganzen Land baute oder erneuerte er Kirchen und Residenzen. Etwa ab 1830 lebte er in Krakau. Hier gestaltete er gemeinsam mit dem Bildhauer Paolo Filippi den Sarkophag von Tadeusz Kościuszko. Von 1834 bis 1839 versah er die Aufgabe eines Inspektors und Baumeisters der Universitätsgebäude. Für die Familie Potocki baute er in dieser Zeit mehrere Paläste um. Im Jahr 1837 errichtete er  eine Arbeitersiedlung sowie ein Krankenhaus für die Mine in Dąbrowa Górnicza.
Ab dem Jahr 1844 lebte Lanci dann in Warschau. Neben Arbeiten am Schloss Wilanów entwarf er mehrere Gebäude für die Hauptstadt und in der näheren Umgebung. 1857 erhielt er das Diplom eines „Baumeisters III. Klasse“. Nach 1863 erlaubte ihm sein Gesundheitszustand nicht mehr, weitere Aufträge anzunehmen. Er starb 1875 in seiner Warschauer Wohnung in der Ulica Widok.
Lancis Arbeit hebt sich von der zeitgenössischer Architekten ab, sie enthält oft überraschende Detaillösungen. Der Bezug auf historische Vorbilder bedeutete für ihn mehr als die Verwendung stilistischer Details früherer Baustile. Vielmehr versuchte er, historische Vorstellungen in seine Projekte einzubringen. Die Architekturhistorikerin Aldona Bartczak sah in seinen Arbeiten auch einen Einfluss von Karl Friedrich Schinkel und zeitgenössischer britischer Architektur-Veröffentlichungen.

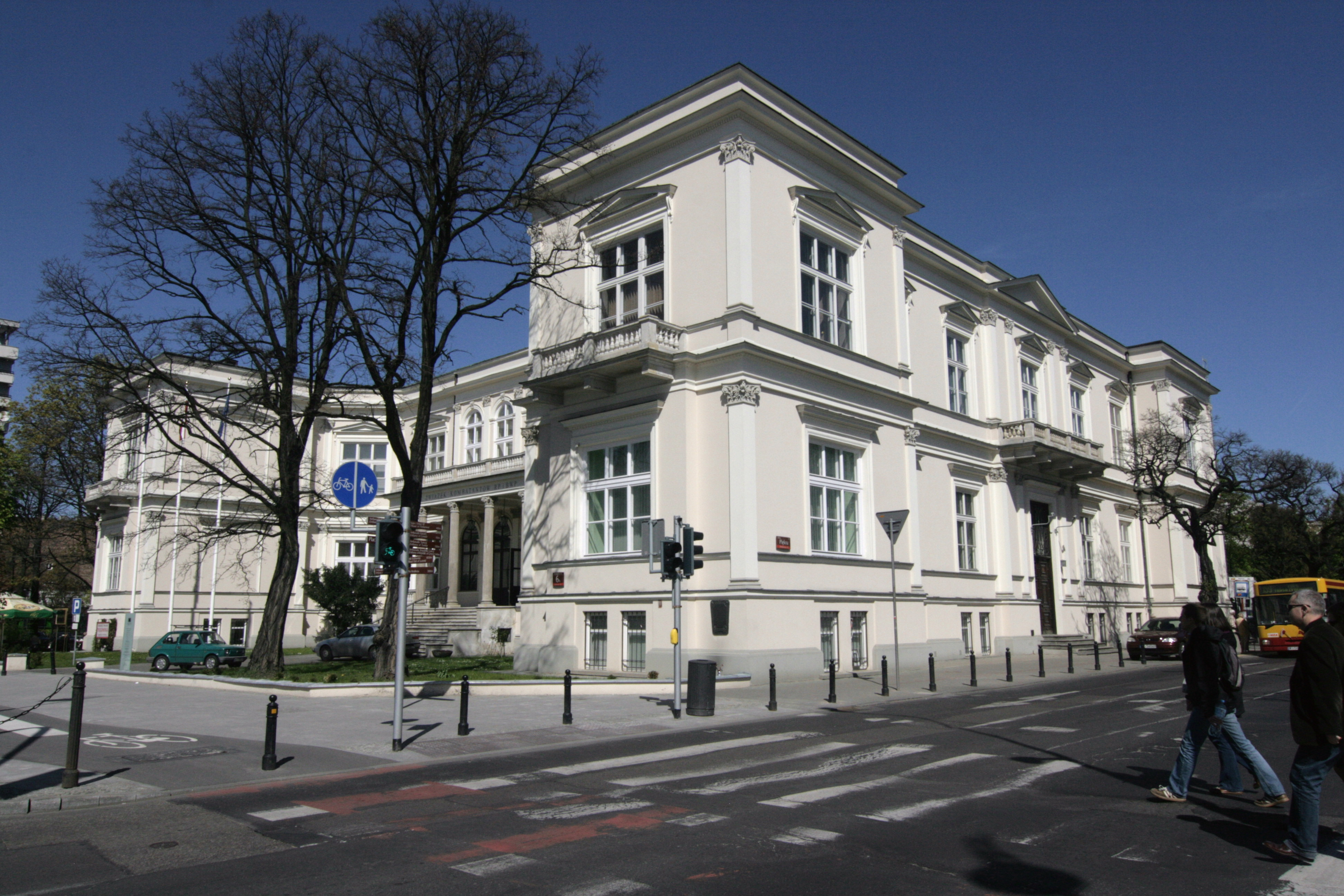
Der Lesser-Palast an den Aleje Ujazdowskie

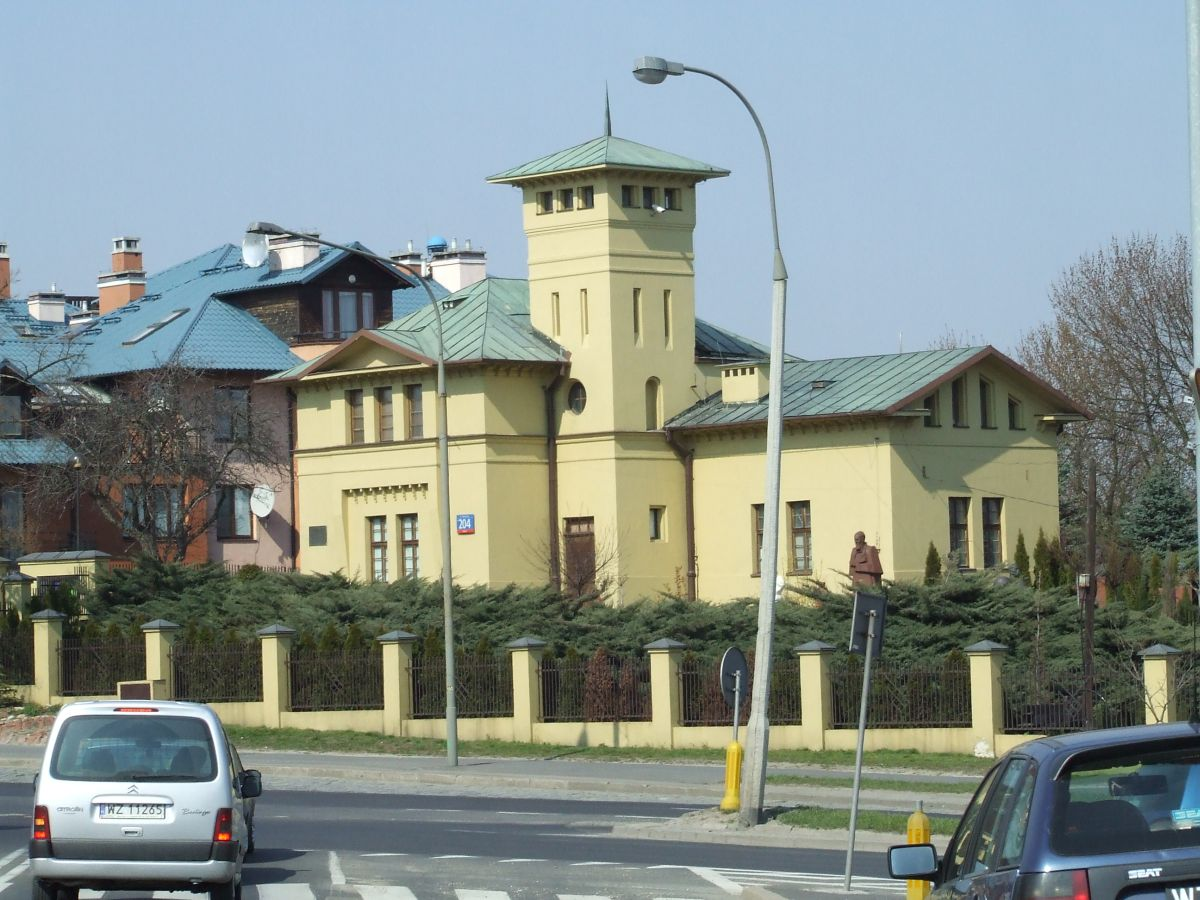
Das Rasthaus „Żółta Karczma“ an der Weichselböschung in Mokotów

## Bauten (Auswahl)
- Goldene Kapelle im Posener Dom in Posen im Auftrag von Edward Raczyński (1835–1841)
- Ciechanowski-Palast in Grodziec (1836)
- Kirche in Borkowice, gemeinsam mit Enrico Marconi (1845)
- Żółta Karczma in Warschau (1846)
- Nordflügel und Nebengebäude des Wilanów-Palastes (1848)
- Umbau der Katharinen-Kirche in Ursynów (1848)
- Lesser-Palast in Warschau (Ende der 1840er Jahre)
- Potocki-Palast in Krzeszowice (1850–1857)
- Potocki-Palast in Międzyrzec Podlaski (1852)
- Rathaus in Międzyrzec Podlaski (1852)
- Umbau des Palastes in Falenty (1852–1857)
- Umbau des Kossakowski-Palastes in Warschau (1858)
- Fassadenrest in Warschau-Wilanów, heute: Plakatmuseum
- Umbau des „Domek Holenderski“ (Taubstummen-Institut, polnisch: Instytut Głuchoniemych im. Jakuba Falkowskiego) in Warschau